# WrestleMania
WrestleMania is een sinds 1985 jaarlijks professioneel worstel-pay-per-view (PPV) en WWE Network evenement dat georganiseerd en geproduceerd wordt door de Amerikaanse worstelorganisatie WWE. Het is het langst lopende en belangrijkste evenement van WWE in de geschiedenis van professioneel worstelevenementen. Het draagt bij aan het wereldwijde commerciële succes van WWE via media, merchandise en shows. WrestleMania werd bedacht door WWE-eigenaar Vince McMahon, terwijl WWE ringomroeper en Hall of Famer Howard Finkel in 1984 de naam "WrestleMania" heeft bedacht.

## Geschiedenis
De allereerste WrestleMania vond op 31 maart 1985 in Madison Square Garden (New York). Deze WrestleMania werd vanaf het begin al groots gepromoot en de WWE betrok daarbij onder andere de zender MTV en beroemdheden als Muhammad Ali. De eerste match ooit op WrestleMania werd gehouden tussen The Executioner en Tito Santana, die door de laatste werd gewonnen. De allereerste main event tussen Hulk Hogan en Mr. T tegen Roddy Piper en Paul Orndorff, stuk voor stuk grote namen, werd door de Hogan en Mr. T gewonnen.

## Chronologie
| Event                | Datum         | Stad                         | Locatie                                | Main Event |
| -------------------- | ------------- | ---------------------------- | -------------------------------------- | --- |
| WrestleMania I       | 31 maart 1985 | New York                     | Madison Square Garden                  | Hulk Hogan & Mr. T vs. Roddy Piper & Paul Orndorff |
| WrestleMania 2       | 7 april 1986  | Uniondale                    | Nassau Coliseum                        | Mr. T vs. Roddy Piper in een bokswedstrijd |
| WrestleMania 2       | 7 april 1986  | Rosemont                     | Allstate Arena                         | Battle Royal met atleten van WWF en NFL |
| WrestleMania 2       | 7 april 1986  | Los Angeles                  | LA Memorial Sports Arena               | Hulk Hogan (c) vs. King Kong Bundy in een Steel Cage match voor het WWF World Heavyweight Championship                                                                            |
| WrestleMania III     | 29 maart 1987 | Pontiac                      | Pontiac Silverdome                     | Hulk Hogan (c) vs. André the Giant voor het WWF World Heavyweight Championship |
| WrestleMania IV      | 27 maart 1988 | Atlantic City                | Historic Atlantic City Convention Hall | Randy Savage vs. Ted DiBiase voor het vacante WWF World Heavyweight Championship                                                                                                  |
| WrestleMania V       | 2 april 1989  | Atlantic City                | Historic Atlantic City Convention Hall | Randy Savage (c) vs. Hulk Hogan voor het WWF World Heavyweight Championship |
| WrestleMania VI      | 1 april 1990  | Toronto                      | SkyDome                                | Hulk Hogan (WWF) vs. The Ultimate Warrior (Intercontinental) voor beide het WWF World Heavyweight Championship en het WWF Intercontinental Heavyweight Championship               |
| WrestleMania VII     | 24 maart 1991 | Los Angeles                  | LA Sports Arena                        | Sgt. Slaughter (c) vs. Hulk Hogan voor het WWF World Heavyweight Championship |
| WrestleMania VIII    | 5 april 1992  | Indianapolis                 | Hoosier Dome                           | Hulk Hogan vs. Sid Justice |
| WrestleMania IX      | 4 april 1993  | Las Vegas                    | Caesars Palace                         | Yokozuna (c) vs. Hulk Hogan voor het WWF World Heavyweight Championship |
| WrestleMania X       | 20 maart 1994 | New York                     | Madison Square Garden                  | Yokozuna (c) vs. Bret Hart voor het WWF World Heavyweight Championship met special guest referee Roddy Piper                                                                      |
| WrestleMania XI      | 2 april 1995  | Hartford                     | Hartford Civic Center                  | Bam Bam Bigelow vs. Lawrence Taylor met special guest referee Pat Patterson |
| WrestleMania XII     | 31 maart 1996 | Anaheim                      | Arrowhead Pond                         | Bret Hart (c) vs. Shawn Michaels in a 60-minuten Iron Man match voor het WWF World Heavyweight Championship                                                                       |
| WrestleMania 13      | 23 maart 1997 | Rosemont                     | Rosemont Horizon                       | Sycho Sid (c) vs. The Undertaker in een No Disqualification match voor het WWF World Heavyweight Championship                                                                     |
| WrestleMania XIV     | 29 maart 1998 | Boston                       | Fleet Center                           | Shawn Michaels (c) vs. Stone Cold Steve Austin voor het WWF World Heavyweight Championship met special guest enforcer Mike Tyson                                                  |
| WrestleMania XV      | 28 maart 1999 | Philadelphia                 | First Union Center                     | The Rock (c) vs. Stone Cold Steve Austin in een No Disqualification match voor het WWF Championship met special guest referee Mankind                                             |
| WrestleMania 2000    | 2 april 2000  | Anaheim                      | Arrowhead Pond                         | Triple H (c) vs. The Rock vs. Big Show vs. Mick Foley in een Fatal 4-Way Elimination match voor het WWF Championship                                                              |
| WrestleMania X-Seven | 1 april 2001  | Houston                      | Reliant Astrodome                      | The Rock (c) vs. Stone Cold Steve Austin in een No Disqualification match voor het WWF Championship                                                                               |
| WrestleMania X8      | 17 maart 2002 | Toronto                      | SkyDome                                | Chris Jericho (c) vs. Triple H voor het Undisputed WWF Championship |
| WrestleMania XIX     | 30 maart 2003 | Seattle                      | Safeco Field                           | Kurt Angle (c) vs. Brock Lesnar voor het WWE Championship |
| WrestleMania XX      | 14 maart 2004 | New York                     | Madison Square Garden                  | Triple H (c) vs. Chris Benoit vs. Shawn Michaels in een Triple Threat match voor het World Heavyweight Championship                                                               |
| WrestleMania 21      | 3 april 2005  | Los Angeles                  | Staples Center                         | Triple H (c) vs. Batista voor het World Heavyweight Championship |
| WrestleMania 22      | 2 april 2006  | Rosemont                     | Allstate Arena                         | John Cena (c) vs. Triple H voor het WWE Championship. |
| WrestleMania 23      | 1 april 2007  | Detroit                      | Ford Field                             | John Cena (c) vs. Shawn Michaels voor het WWE Championship. |
| WrestleMania XXIV    | 30 maart 2008 | Orlando                      | Citrus Bowl                            | Edge (c) vs. The Undertaker voor het World Heavyweight Championship. |
| WrestleMania XXV     | 5 april 2009  | Houston                      | Reliant Stadium                        | Shawn Michaels vs. The Undertaker |
| WrestleMania XXVI    | 28 maart 2010 | Glendale                     | University of Phoenix Stadium          | The Undertaker vs. Shawn Michaels in een No Disqualification Streak vs. Carreer match                                                                                             |
| WrestleMania XXVII   | 3 april 2011  | Atlanta                      | Georgia Dome                           | John Cena vs. The Miz (c) voor het WWE Championship |
| WrestleMania XXVIII  | 1 april 2012  | Miami                        | Sun Life Stadium                       | John Cena vs. The Rock |
| WrestleMania 29      | 7 april 2013  | East Rutherford              | MetLife Stadium                        | The Rock (c) vs. John Cena voor het WWE Championship |
| WrestleMania XXX     | 6 april 2014  | New Orleans                  | Mercedes-Benz Superdome                | Randy Orton (c) vs. Batista vs. Daniel Bryan voor het WWE World Heavyweight Championship                                                                                          |
| WrestleMania 31      | 29 maart 2015 | Santa Clara                  | Levi's Stadium                         | Brock Lesnar (c) vs. Roman Reigns vs. Seth Rollins voor het WWE World Heavyweight Championship                                                                                    |
| WrestleMania 32      | 3 april 2016  | Arlington (Texas)            | Cowboys Stadium                        | Triple H (c) vs. Roman Reigns voor het WWE World Heavyweight Championship |
| WrestleMania 33      | 2 april 2017  | Orlando (Florida)            | Camping World Stadium                  | Roman Reigns vs. The Undertaker |
| WrestleMania 34      | 8 april 2018  | New Orleans (Louisiana)      | Mercedes-Benz Superdome                | Brock Lesnar (c) vs. Roman Reigns voor het WWE Universal Championship |
| WrestleMania 35      | 7 april 2019  | East Rutherford (New Jersey) | MetLife Stadium                        | Ronda Rousey (Raw) vs. Charlotte Flair (SmackDown) vs. Becky Lynch in een Winner Takes All Triple Threat match voor het WWE Raw en SmackDown Women's Championship                 |
| WrestleMania 36      | 4 april 2020  | Orlando (Florida)            | WWE Performance center                 | The Undertaker vs. AJ Styles in een Boneyard match |
| WrestleMania 36      | 5 april 2020  | Orlando (Florida)            | WWE Performance center                 | Brock Lesnar (c) vs. Drew McIntyre voor het WWE Championship. |
| WrestleMania 37      | 10 april 2021 | Tampa (Florida)              | Raymond James Stadium                  | Sasha Banks (c) vs. Bianca Belair voor het WWE SmackDown Women's Championship. |
| WrestleMania 37      | 11 april 2021 | Tampa (Florida)              | Raymond James Stadium                  | Roman Reigns (c) (met Paul Heyman) vs. Edge vs. Daniel Bryan voor het WWE Universal Championship.                                                                                 |
| WrestleMania 38      | 2 april 2022  | Arlington (Texas)            | AT&T Stadium                           | "Stone Cold" Steve Austin vs. Kevin Owens in een No Holds Barred match. |
| WrestleMania 38      | 3 april 2022  | Arlington (Texas)            | AT&T Stadium                           | Universal Champion Roman Reigns (met Paul Heyman) vs. WWE Champion Brock Lesnar in een Winner Takes All Unificatie match voor het WWE Championship en WWE Universal Championship. |
| WrestleMania 39      | 1 april 2023  | Los Angeles                  | SoFi Stadium                           | The Usos (Jey Uso and Jimmy Uso) (c) vs. Kevin Owens en Sami Zayn voor zowel het Raw Tag Team Championship als het Smackdown Tag Team Championship.                               |
| WrestleMania 39      | 2 april 2023  | Los Angeles                  | SoFi Stadium                           | Roman Reigns (c) (met Paul Heyman en Solo Sikoa) vs. Cody Rhodes voor het WWE Championship en WWE Universal Championship.                                                         |
| WrestleMania XL      | 6 april 2024  | Philadelphia                 | Lincoln Financial Field                | The Bloodline (The Rock en Roman Reigns) vs. Cody Rhodes en Seth "Freakin" Rollins                                                                                                |
| WrestleMania XL      | 7 april 2024  | Philadelphia                 | Lincoln Financial Field                | Roman Reigns (c) (met Paul Heyman en Solo Sikoa) vs. Cody Rhodes voor het WWE Championship en WWE Universal Championship.                                                         |
| WrestleMania 41      | 19 april 2025 | Paradise                     | Allegiant Stadium                      | Roman Reigns vs. Seth "Freakin" Rollins en CM Punk |
| WrestleMania 41      | 20 april 2025 | Paradise                     | Allegiant Stadium                      | Cody Rhodes (c) vs. John Cena voor het WWE Universal Championship. |
| WrestleMania 42      | 18 april 2026 | Paradise                     | Allegiant Stadium                      | nnb |
| WrestleMania 42      | 19 april 2026 | Paradise                     | Allegiant Stadium                      | nnb |

## Records
- Meest aantal toeschouwers: WrestleMania 32 (101,763)(al is dit getal ruim geschat, het echte getal ligt meer tegen de 98.000)
- Meeste wedstrijden: The Undertaker (27)
- Meeste opeenvolgende wedstrijden: Kane (16)
- Meeste deelnames aan de main event: Hulk Hogan (8)
- Meeste opeenvolgende deelnames aan de main event: Hulk Hogan (5) en John Cena (5)
- Meeste deelnames aan de openingswedstrijd: Shawn Michaels (3)
- Meeste overwinningen: The Undertaker (25)
- Meeste opeenvolgende overwinningen: The Undertaker (21) (huidige win verlies record : 25-2)
- Meeste overwinningen op de wereldtitel: Stone Cold Steve Austin, Hulk Hogan, The Undertaker en John Cena (3)
- Meeste overwinningen op dezelfde Wrestlemania: Randy Savage (4; WrestleMania IV)
- Meeste nederlagen: Tito Santana (7)
- Meeste opeenvolgende nederlagen: Tito Santana (7)
- Meeste nederlagen op dezelfde Wrestlemania: Kurt Angle (2; WrestleMania 2000)
- Enige worstelaar die dezelfde titel gewonnen en verloren heeft op dezelfde WrestleMania: Yokozuna (Wrestlemania IX)
- Enige worstelaar die twee titels verloor op dezelfde WrestleMania: Kurt Angle (WrestleMania 2000)
- Enige worstelaar in zowel de openingswedstrijd als de laatste wedstrijd van dezelfde WrestleMania: Bret Hart (WrestleMania X)
- Snelste wedstrijd: >The Rock vs Erick Rowan (6 seconden)